# Ras Ain Amirouche
Ras Ain Amirouche (em árabe: رأس العين عميروش) é uma cidade e comuna localizada na província de Mascara, Argélia. Segundo o censo de 2008, a população total da cidade era de 7 785 habitantes.